# AG学園 あに☆ぶん
『AG学園 あに☆ぶん』（エージーがくえん あにぶん）は、2010年4月から2013年12月までtvkなどで放送していたアニメ・ゲーム・コミックなどの情報番組。通称『あにぶん』。

## 概要
tvkで2000年10月から約9年半放送した『アニメTV』の地上波放送をTOKYO MXに移行して、アニメTVと同じ枠で放送を開始したアニメ系の情報番組だった。アニメTVの姉妹番組と位置づけられていた。前番組と同じく、日本ナレーション演技研究所（日ナレ）の一社提供で、エイアンドジーが番組制作を担当していた。2010年10月にテレ玉で放送が開始され、2011年10月にはチバテレビでも放送が開始された（これにより首都圏トライアングル3局での放送を達成した）。2012年4月からは16:9画面での放送となっていた（ただしハイビジョン制作ではない）。
2Dアニメーションのキャラクター達がナビゲーターを務めた。ナビゲーターキャラのキャラクターデザインは、漫画家の「なぐも。」が手掛けていた。ナビキャラ達は神奈川県湘南地方にあるAG学園高等部の生徒であり、春乃ちなが部長の「アニメ文化研究同好会」の会員であるという設定。番組開始当初のナビキャラは夏目ひまと春乃ちなの2人だった。その後、新しいナビキャラが加わったり、降板したりした（詳しくは下記の『#ナビゲーターキャラ』を参照）。
当初はtvkが最速の放送で、2012年4月から2013年9月まではチバテレビが最速の放送となり、2013年10月から再びtvkが最速の放送になった。

## 放送局
| 放送地域 | 放送局     | 放送期間                       | 放送日時           |
| -------- | ---------- | ------------------------------ | ------------------ |
| 神奈川県 | tvk        | 2010年4月3日 - 2012年3月31日   | 土曜 24:00 - 24:30 |
| 神奈川県 | tvk        | 2012年4月7日 - 2013年12月28日  | 土曜 23:30 - 24:00 |
| 埼玉県   | テレ玉     | 2010年10月2日 - 2011年3月26日  | 土曜 25:00 - 25:30 |
| 埼玉県   | テレ玉     | 2011年4月2日 - 2012年3月31日   | 土曜 25:05 - 25:35 |
| 埼玉県   | テレ玉     | 2012年4月7日 - 2013年12月28日  | 土曜 25:00 - 25:30 |
| 千葉県   | チバテレビ | 2011年10月3日 - 2012年4月2日   | 月曜 25:30 - 26:00 |
| 千葉県   | チバテレビ | 2012年4月6日 - 2013年9月27日   | 金曜 25:00 - 25:30 |
| 千葉県   | チバテレビ | 2013年10月5日 - 2013年12月28日 | 土曜 25:00 - 25:30 |

## ナビゲーターキャラ
※ 各ナビゲーターキャラの担当声優が初めて公表されたのは、本番組の最終回だった。
冬木柊（ふゆき ひいらぎ）
声 - 金洸玄
AG学園高等部2年A組21番 → 3年B組22番 → 大学1年生
2010年10月16日から登場。春乃ちなにスカウトされた1学年上の少年。
当初は仮入部だったが、春乃ちなのいつものお調子トークに流されて本入部した。
3人の女子にいじられるヘタレ役を請け負いながらも、生徒会との折衝や部室の確保など、様々な役割をこなすしっかり者だった。
2011年9月24日に夏目ひまが転校（降板）する前までは、基本的にブックセレクションがある回だけの登場だった。夏目ひまの降板後はレギュラーのナビゲーターとなった。
番組の最後に冬木柊が外国語の挨拶（Bonsoir、See you againなど）でしめるのが通例であったが、途中から行われなくなった。
2012年3月にAG学園を卒業し大学生になったが、その後もOBとしてこの番組のナビゲーターを務めていた。
夏水れん（なつみ れん）
声 - 早乙女翔
AG学園高等部1年F組11番 → 2年
2011年11月26日から登場。春乃ちなより1学年下の少女。
髪はこげ茶色のショートヘアで、目はタレ目である。一人称は「僕」。
春乃ちなとは幼少時からの幼馴染で一緒にゲームをしたりして遊んでいた。
当初はゲスト的な扱いだったが、2012年からはOP・提供読みにも登場し、現在は正式なレギュラーになった。
2012年4月以降、組と出席番号を言わなくなった。
秋津もみじ（あきつ もみじ）
声 - 佳村はるか
AG学園 アニメ文化研究同好会顧問
2012年5月19日から登場。
秋津かえでの姉であるが、初登場時はこのことは伏せられていた（冬木柊が姉妹関係を指摘しようとした瞬間に放送が終了した）。
おっとりとした雰囲気で、あに☆ぶんの癒し系とされていた。
春日野いちご（かすがの いちご）
声 - 佐野尚美
AG学園高等部1年
2013年5月18日（tvk）から登場の一年生
春乃ちなが卒業してからはなかなか部員が集まらず、同好会が廃部になる窮地に陥ってたが、彼女の登場により回避された。

### 過去のナビゲーターキャラ
夏目ひま（なつめ ひま）
声 - 寺本來可
AG学園高等部1年B組16番 → 2年C組15番
番組開始当初から2011年9月24日までナビゲーターを務めていた少女。
基本的には「敬語」でしゃべり、ちなのボケに対するツッコミ役になることが多かった。BLが好きだった。
優等生的な性格の反面、ちなに対して稀にきついツッコミを返すことがあり、かえでから「黒なつめ」の異名をもらった。
2011年9月24日、転校のためアニメ文化研究同好会を引退し、番組も降板した。「あにぶんサイコー、また来るね」と言い、AG学園を去った。
秋津かえで（あきつ かえで）
声 - 東山奈央
AG学園高等部1年C組1番 → 2年C組1番
2010年7月17日から登場し、2012年3月17日までナビゲーターを務めていた少女。
春乃ちなに誘われ、当初は仮入部だったが、冬木柊の本入部と同時に本入部した。
外見も表現も基本的に地味（クール）だが、女子キャラの立位置でセンターを担っていた。「そこんとこ、もっと詳しく」が口癖。
春乃ちな、夏目ひまとは別のクラスだったが、2年C組に進級した際、同じクラスになった。
2012年3月17日放送分で、フランスに留学するため、アニメ文化研究同好会を引退した。
春乃ちな（はるの ちな）
声 - 山崎はるか
AG学園高等部1年B組18番 → 2年C組17番 → 3年
番組開始当初から2013年3月23日まで（途中欠席した期間あり）ナビゲーターを務めていた少女。
「〜なのさ」が口癖。明るくて元気。ゲーム好き。乙女ゲーが守備範囲。
部長でありながら、部の運営等は疎くてダメ。そのくせ、秋津かえで、冬木柊を入部させるという豪腕の持ち主。お調子者で憎めない性格。
活発な反面、休日は家の中でゲーム三昧というインドア派の一面もあった。
2012年11月頃から2013年3月23日放送分までは、大学受験に向けて猛勉強したため出演を取りやめていた。そして、同日久々に出演を果たしたが、大学入学のためアニメ文化研究同好会を引退し、番組も降板した。

## 番組コーナー
今週の研究テーマ
番組の核。一つのアニメ作品（テレビアニメに限らず、OVAや劇場用のもあり）をピックアップして掘り下げる。朝や夕方に放送するアニメは原則紹介しなかった。tvk、テレ玉・チバテレ未放送作品も紹介することがあった。
『森田さんは無口。』以降、竹書房作品（ミニアニメ）を紹介する際はその中から1話を流していた。
改編期には「アニソンコレクション」と題して、その時に話題になったアニメ主題歌を流す内容になっていた。
年末年始の放送は「メーカー宣伝マンに聞く」と題して、その年の振り返りや新年の抱負を各社の宣伝担当者が話す内容になった。なお、これらの場合、以下のコーナーのどちらかが休止された。
お知らせ掲示板
新リリースとなるBD（DVD）・CD・ゲームなどを紹介する。ドラマCDの紹介が充実していた。腐女子向けの作品が紹介されることが多かった。
アニソン歌手や声優などのアルバムCD紹介では『COUNT DOWN TV』のように全曲紹介を行ったりもした。
2010年9月25日放送の中原麻衣のアルバムCD紹介のときは、中原麻衣が日本ナレーション演技研究所のCMに出演していることもあって、番組中に一瞬CM映像を流すという荒業も披露した。
週替わりのセレクション
ブックセレクション - tvk・テレ玉エリア内のアニメイトの店舗スタッフがお勧めの本を紹介するコーナー。かつては紀伊國屋書店や有隣堂から紹介されたこともあった。2週間おきに放送された。当初はコミックセレクションという名前で、その名の通りコミックばかりを紹介していたが、次第にライトノベルや画集も紹介するようになり、2011年6月4日の放送から現題名に変更された。
グッズセレクション - アニメイト横浜のスタッフがお勧めグッズを紹介する。
ゲームセレクション - ゲーム情報をまとめて紹介する。
※基本は上記3つのセレクションが放送されるが、放送日が月に5回ある時などまれに単発のものが出てくることがあった。
過去に放送されたことがある単発のセレクション
ブルーレイボックスセレクション - 2013年3月30日放送。近年発売されたおすすめのブルーレイボックスを紹介。
ミュージックセレクション - アニメや声優にかかわる音楽やライヴ盤の映像などを届けた。番組の最初期に放送されただけだったが、2012年に6月29日に復活した。
乙女セレクション - 2012年3月31日放送。女性向け作品だけを集めて紹介。
コスプレセレクション - 2011年10月29日放送。ACOS池袋本店の協力で、コスプレ衣装を紹介。
ムービーセレクション - 2011年7月30日放送。劇場用作品を紹介。
ラノベセレクション - 2011年1月29日放送。2010年にヒットした作品と、2011年注目の作品を紹介。
ホビーセレクション - 2010年8月14日放送分から数回放送した。フィギュアなどの情報を紹介。
スイーツセレクション - サブカルに関係するお菓子などを紹介した。春乃ちなの提案で実現。

## その他
- 放送開始から2011年3月まではオープニングでタイトルコールがあった。
- ナビキャラは基本的にまったく動かなかった。稀にズームアップなどをすることがある程度だった。服装も学生服のみであるが、夏期には上着を脱いだ夏服となり、冒頭と最後の教室の背景も白っぽく眩しい表現となった。特例として、クリスマスにはサンタクロースのコスプレを披露し（冬木柊はトナカイ）、元旦には振袖姿となった（冬木柊はカドマツ）。春乃ちなの「太っている」疑惑の際には、サンタクロースのコスプレと振袖姿が再披露された。
- ナビキャラの表情も変わることがほとんどなく、絵文字風のCGで表現する程度だった。
- ナビキャラの担当声優は、放送開始から非公表となっていたが、最終回でようやく公表された。
- 放送開始以降、長らく公式サイトがなかったが、2010年12月にようやく誕生した。
- 2011年4月2日の放送からオープニングテーマや番組コーナの背景が変更され、それと同時にナビゲーターキャラも1年から2年へ進級した。
  - 番組コーナの背景 - 黒板 → 教室の後ろ（ナビゲータ達のお得意のセリフの書道が貼られていた）
  - 2013年春に同好会が廃部危機になっていた時は別の部屋で進行されていた。
- 2011年4月16日の放送では、夏目ひまが風邪にてナビゲーターで初めての欠席となったことがあった。代理で冬木柊がナビゲートをした。
- 2011年8月6日の放送にて、冬木柊の尽力にて同好会ながら部室を獲得したことを発表。これに伴い、番組全体の背景が、部室の風景に統一された。
- エンドカードは基本的に教室の背景にちびキャラが並んでいるものだが、夏場や正月などに一時的に変わることがあった。特別版のエンドカードは公式サイト上でダウンロード可能だった。
- チバテレビでのCMでは日ナレ以外に5pb.（以前はジェネオン・ユニバーサル）が流れているが、2012年11月17日から2013年4月19日まで同局のウォーターマークが表示されていた。
- 2013年2月2日放送のエンディングトークでは、秋津もみじの発言によって冬木柊と夏水れんが石化したため、その後の提供読みや締めの挨拶はもみじ1人だけで行った。
- 初期の2人体制の頃は音が左右で完全に分けられており、左側に立つキャラは左のスピーカー、右側に立つキャラは右のスピーカーから声が出ていたが、暫く経った放送回から聞きやすく変更された。
- 放送終了後に発行された「なぐも。」の同人誌の「なぐも。商業作品イラスト集」において、各ナビキャラのキャラクターデザインは担当した声優の容姿に準じたもの[6]であったことが明かされている。
- 2014年1月17日、阿佐ヶ谷ロフトAにて、「「あに☆ぶん」勝手に同窓会（仮）」というイベント[7]が開催された。出演者は「なぐも。」と小林治ほかの製作陣計4名と、早乙女翔。各キャラクターに因んだドリンクと、キャラクターデザイナのなぐも。に因んだカレーとが特別メニューとして用意された[8]。なお、明らかにアルコール飲料は『もみじのカクテル』のみだった[9]。

## オープニング曲
- 2010.4 - 2011.3 教育的指導!（アフィリア・サーガ・イースト）
- 2011.4 - 2012.3 ROCKET DRIVE （ひま・ちな・かえで）[10][11]
- 2012.4 - FANTASTIC DAY（春乃ちな）

※「ROCKET DRIVE」、「FANTASTIC DAY」については、CDなどによる販売はなされていない。